# 讃岐街道
讃岐街道（さぬきかいどう）は、讃岐国（現在の香川県）に通じる道の総称。

## 愛媛と香川を結ぶ道
伊予国松山から讃岐国丸亀付近へ伸びる道。現在の国道11号の西部分に相当する。旧街道は松山城の北西、札之辻が起点で、この付近には松山藩道路元標が建てられている。札之辻から小松（現西条市）間の中山川沿いの峠道は「中山越え」あるいは「桜三里」とも呼ばれる。江戸時代に金毘羅参りが盛んになると、伊予国からも多くの参拝者がこの街道を利用して金刀比羅宮を目指したため、金毘羅街道の一つと言える。街道沿いには金刀比羅宮までの道標などが残っている。

## 徳島と香川を結ぶ道
徳島藩政時代に整備された阿波五街道の一つ。徳島城鷲の門から佐古、蔵本などを経て、徳命の渡し（藍住町）で吉野川を渡る。大寺（板野郡板野町）から大坂峠を越えて香川県側に入り、馬宿（東かがわ市引田）に至る。大寺では撫養と池田を結ぶ撫養街道（川北街道）と交差していた。藩政期は出入国を取り締まる大坂口御番所（関所）が大坂峠の徳島藩側にあった。のちに国道11号が海沿いのルートをとると、大坂峠経由の交通量は激減して廃れてしまった。現在の徳島県道・香川県道1号徳島引田線と一部重なる。